# Mitrofan (Gutowski)
Mitrofan, imię świeckie Michał Gutowski (ur. 1897 na Wołyniu, zm. 12 września 1959 w Kujbyszewie) – biskup Rosyjskiego Kościoła Prawosławnego.

## Życiorys
Urodził się w rodzinie duchownego prawosławnego na Wołyniu. W 1904 wstąpił jako posłusznik do monasteru św. Onufrego w Jabłecznej. Razem z mnichami tejże wspólnoty w 1915 wyjechał na bieżeństwo, z którego powrócił trzy lata później. W 1919 ukończył prawosławne seminarium duchowne w Krzemieńcu, zaś w 1931 – magisterskie studia w zakresie teologii prawosławnej w Studium Teologii Prawosławnej Uniwersytetu Warszawskiego. Rok przed uzyskaniem dyplomu złożył wieczyste śluby mnisze w Ławrze Poczajowskiej. Był przełożonym jej placówki filialnej w Zdołbunowie, a następnie ekonomem Ławry.
Najpóźniej w 1926 na nowo zamieszkał w monasterze w Jabłecznej i w wymienionym roku objął obowiązki jego ekonoma. W latach 1932–1934, już jako ihumen, został skierowany do prowadzenia nielegalnej pracy duszpasterskiej w tych miejscowościach powiatu włodawskiego, gdzie władze państwowe nie pozwoliły na otwarcie prawosławnych cerkwi. Od 1934 był przełożonym monasteru w Jabłecznej i kierownikiem prowadzonych w klasztorze kursów dla psalmistów i diakonów, z godnością archimandryty.
W 1945 w ramach przymusowych wyjazdów Ukraińców i Białorusinów-przedwojennych obywateli II Rzeczypospolitej wyjechał do Białoruskiej SRR. Został wyznaczony na rektora kursów teologicznych przy monasterze Zaśnięcia Matki Bożej w Żyrowiczach, zaś od 1947 – rektora seminarium duchownego w Mińsku oraz przełożonego monasteru w Żyrowiczach.
5 lipca 1953 w Mińsku został wyświęcony na biskupa bobrujskiego, wikariusza eparchii mińskiej i białoruskiej, przez metropolitę krutickiego i kołomieńskiego Mikołaja, biskupa smoleńskiego Sergiusza oraz innych konsekratorów. Od 1955 do 1956 był biskupem orłowskim i briańskim, następnie od 1956 do swojej śmierci w 1959 – kujbyszewskim i syzrańskim.